# Serra de Sojorn
La Serra de Sojorn és una serra situada entre els municipis de Castelló de Farfanya i d'Os de Balaguer a la comarca de la Noguera, amb una elevació màxima de 608 metres.